# 이진유
이진유(李珍有, 생몰년 미상)는 고려의 관료로 생원(生員) 호장(戶長)을 지냈으며, 이화의 아들, 한림부사를 지낸 이궁진의 부친이며 조선을 건국한 조선 태조의 비조부(鼻祖父)이다. 아내는 첨대중찬사(僉隊中贊事)를 지낸 오대박(吳大朴)의 딸이며, 오씨와의 사이에서 이궁진을 낳았다.

## 생애
본인에 관한 기록은 자세히 전해지지 않으나 태조의 조상들 중 4번째로 호장을 역임하였으며, 그의 대에 획득한 호장의 직위는 아들인 이궁진 대까지 이어졌다고 전해진다.
완산실록에선 그의 이름을 이진유로 표기하나 동국세기는 이천균(李千鈞), 충효전은 이천준(李天俊)으로 표기되어있으며, 모친의 성이 김씨(金氏)로 전해진다.

## 계보

### 선조
- 고조부: 이충경
- 증조부: 이경영
- 조부: 이충민
- 부친: 이화
- 모친: 황씨(黃氏) - 황진(黃璡)의 딸.

### 후손
- 아들: 이궁진
- 손자: 이용부
  - 증손: 이린
  - 현손: 선조고
  - 내손: 조선 목조
  - 곤손: 조선 익조
  - 잉손: 조선 도조
  - 운손: 조선 환조
  - 이손: 조선 태조 - 조선 초대 국왕.

## 참고
- 13세(世) 진유(珍有)